# Estação Ferroviária de Taubaté
A Estação Ferroviária de Taubaté é a antiga estação ferroviária do município de Taubaté, localizado no interior do estado de São Paulo.
Fez parte do Ramal de São Paulo da Estrada de Ferro Central do Brasil (EFCB).

## História
A estação foi inaugurada em 1876 pela Estrada de Ferro do Norte, como terminal de sua linha. Durante alguns anos no início do século XX, nela era feita a baldeação de cargas e passageiros, pois o trecho sentido São Paulo era de bitola distinta do trecho além da parada; além disso, teve papel fundamental para o escoamento do café para o Porto de Santos, de onde o grão era exportado. Foi reconstruída em 1923, num momento em que a EFCB estava renovando suas estações, e o prédio novo logo tornou-se estratégico, uma vez que tudo o que ia de São Paulo ao Rio de Janeiro por via férrea deveria parar nela para baldear e prosseguir viagem.

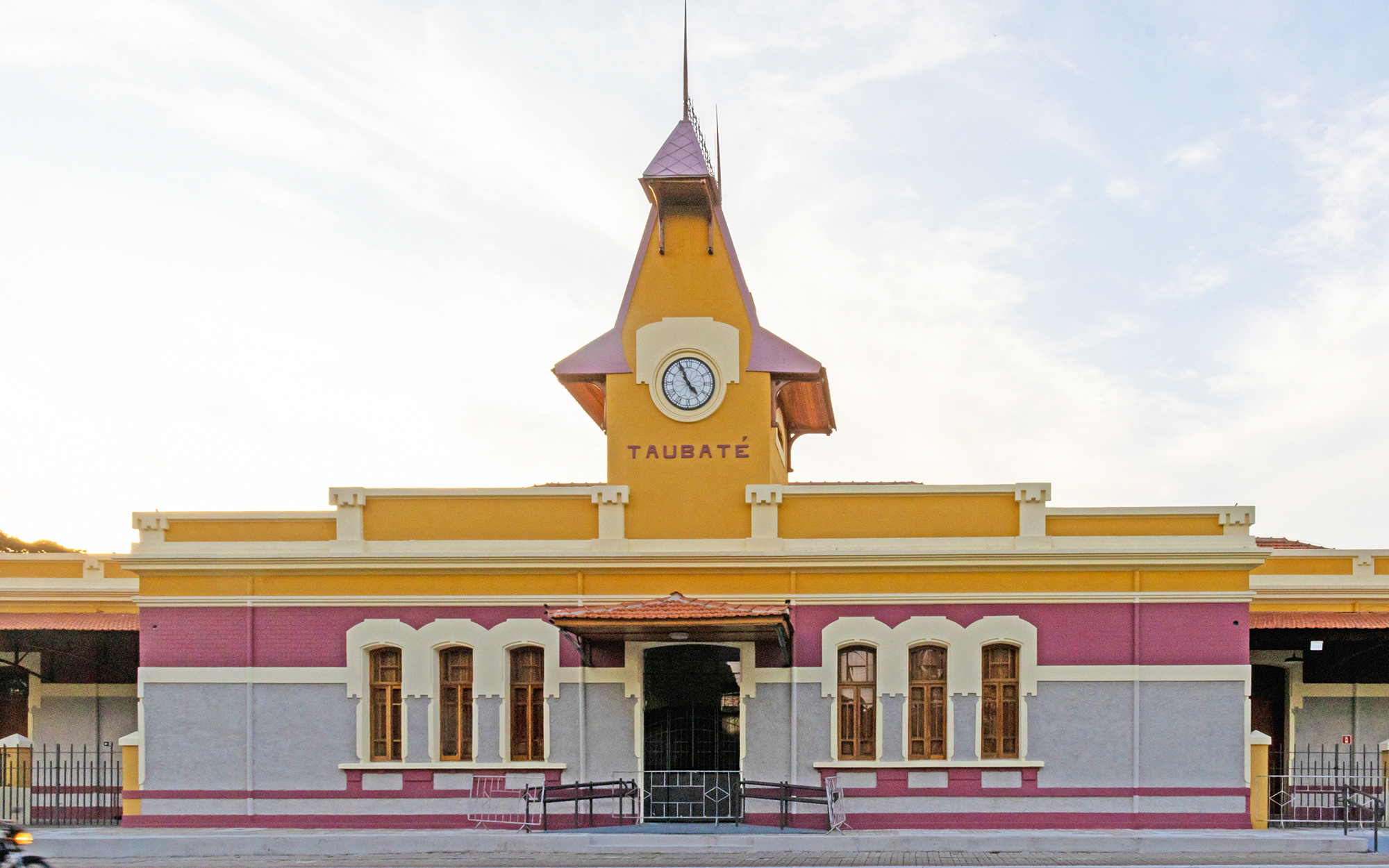
Prédio da estação e plataforma totalmente restaurado em 27.06.2024 por meio do Edital Resgatando a Historioa do BNDES, MRS Logistica, EDP e Gestamp.

Entre 1885 e 1914, dela partia uma linha de bondes a vapor ligando o município ao de Tremembé.
O transporte de passageiros na estação foi encerrado em algum momento antes de 1985, passando por ela apenas cargas e trens de passageiros expressos a partir de então, até 1998, quando o Trem de Prata, que não parava na estação, teve suas atividades encerradas; a partir daí, somente trens de carga trafegam na linha.
A estação ficou abandonada de 2005 até 2015. Em 2015, após 03 anos de tratativas do Instituto I.S de Desenvolvimento e Sustentabilidade Humana, organização social civil, privada e sem fins lucrativos, com a concessionária MRS que detinha a concessão, foi firmado um acordo para que a empresa devolve-se o patrimonio a União com o compromisso assumido pelo Instituto I.S de que a OSC iria restaurar todo o complexo visando a reabertura do patrimonio ao publico, transformando o espaço em um catalizador de cultura, economia criativa, turismo,  inovação e empreendedorismo em prol do desenvolvimento socioeconomico da população e, ao mesmo tempo, de Taubaté. Desse forma, o DNIT cedeu o patrimônio, que teve seu antigo armazém da estação restaurado pelo Instituto I.S em 2017, tornando-o espaço cultural. . Em 2021, todo o complexo ferroviário de Taubaté foi tombado pelo CONDEPHAAT, permitindo que o Instituto fosse beneficiado pela Lei de Incentivo à Cultura, possibilitando a inscrição do projeto de restauro da estação no projeto "Resgatando a História" do BNDES. Após a inscrição e habilitação da proposta, que recebeu o nome "Estação do Conhecimento", em 2021, ela foi selecionada para receber apoio financeiro incentivado do BNDES, da MRS, Gestamp e da EDP.  O corpo da estação teve suas obras de restauro iniciadas em 2023.  A Iniciativa foi do Instituto I.S  e do Ministério da Cultura, com apoio do DNIT.
Hoje, o complexo ferroviário de Taubaté fica aberto para a população e turistas de forma gratuita e os visitantes podem conhecer o espaço museológico da estação, além de um balcao de informação turistica, area gastronomica, auditorio para eventos, estacionamento, estações de trabalho para empreendedores locais, sala expositiva para os artistas locais expor seus trabalhos bem como uma loja vitrine do artesão e artista local, dentre atrações e eventos variados.